# Бобровников Олексій Євгенович
Олексі́й Євге́нович Бобро́вников (3 грудня 1979, м. Київ) — український журналіст, сценарист документальних фільмів власної продакшн-студії «Ліфт у хмари».
Мати Олексія — Оксана Кирилівна Бобровникова, українська поетеса і журналістка. Дід Олексія — художник кіно Бобровников Кирило Вікторович. Дядько — художник кіно і театру Бобровников Олексій Вікторович.

## Освіта
За освітою — викладач англійської та японської мов.
Проходив стажування в агентстві Рейтер на курсах для міжнародних кореспондентів в Бейруті.

## Кар'єра
- 1999 — інформаційна агенція «Укрінформ»[1]
- З 2001 — репортер агентства «Українські новини».

Працював також редактором відділу «фінанси» газети «Коммерсант», на телеканалах «Інтер», «5-й канал», «1+1» (спецкор програми «ТСН тиждень»).

### Справа Андрія Галущенка
У 2015 році, працюючи кореспондентом на ТСН, Бобровников на завдання редакції почав працювати над темою контрабанди у зоні АТО. Знімальна група планувала об'їхати всі ділянки фронту від Щастя до Маріуполя й розпитати свідків про відомі їм факти.
Незадовго до загадкової смерті Андрія Галущенка, який був головою підрозділу СБУ, відповідального за контрабанду в сірій зоні, Бобровников встиг записати із ним кілька глибоких інтерв'ю. На адресу розслідувачів неодноразово лунали погрози, зокрема — від окремих військових 92-ї бригади.
Згодом до розслідувача потрапив комп'ютер Галущенка, видалену інформацію з якого вдалося відновити за допомогою данського спеціаліста.
На основі матеріалів, зібраних Галущенком, Бобровников спільно з Павлом Кухтою порахували, що товарообіг контрабандних товарів у зоні АТО міг сягати $2 млрд.
Також Бобровников став ініціатором #galuschenkoleaks і намагався добитися справедливого розгляду справи Галущенка в Україні. Однак справу «заморозили», а через загрозу для свого життя Бобровников на початку 2017 року виїхав у Німеччину, де отримав політичний притулок у 2020-му.
Крім того, Бобровников допоміг виїхати з країни одному зі свідків у справі Галущенка, який отримав притулок у США. А на основі розслідування контрабанди й вбивства Галущенка, розслідувач готує книгу під назвою «Сіра зона».

## Творчість
Оповідання Бобровникова друкувалися в журналах «Профіль (Україна)», де шеф-редактором на той момент був письменник Дмитро Биков, а також журналах «Бізнес», «Телекритика», газеті «Вечірній Київ».
Автор сценаріїв фільмів:
- «Вакцини: бізнес на страху» (2009);
- «Анатомія голосу» (2010).
- «Катинь: листи з раю» (2011)[8].

Автор новел та коротких оповідань:
- «Сім побачень зі смертю» (2012)[9].
- «Цнотливим панянкам усе важче у наш час», «Приличным девственницам все труднее в наши дни» (рос.) (2012)[10].

## Цікаві історії
- Кілька десятиріч печатка Митрополита Андрея (Шептицького) була схована у помешканні київського художника Кирила Бобровникова. У грудні 2010 Олексій Бобровников, онук художника передав печатку Главі УГКЦ Патріарху Любомиру[11][12].
- Видання Süddeutsche zeitung проілюструвало статтю про справу Галущенка фотографією Олексія Бобровникова, яка була зроблена під час зйомок сюжету «Письмо генералу Z [Архівовано 20 вересня 2020 у Wayback Machine.]» для проєкту Торф ТВ[13].

## Відзнаки
- 2008 — переможець конкурсу «Відкрий Україну» за найкращі телевізійні документальні фільми в жанрі соціальних розслідувань та біографічних нарисів.
- 2009 — за фільм-розслідування «Вакцини: бізнес на страху» здобув спеціальний приз міжнародного фестивалю DetectiveFEST (проводиться в Москві за підтримки ООН).
- 2016 — переможець у номінації «Найкраще подання складної теми» конкурсу професійної журналістики «Честь професії» — з роботою «Цикл сюжетів про „сіру зону“ на Донбасі»[14].